# La Horqueta (Venezuela)
La Horqueta est une localité du Venezuela, capitale de la paroisse civile de Virgen del Valle de la municipalité de Tucupita dans l'État de Delta Amacuro. 